# Reichstag

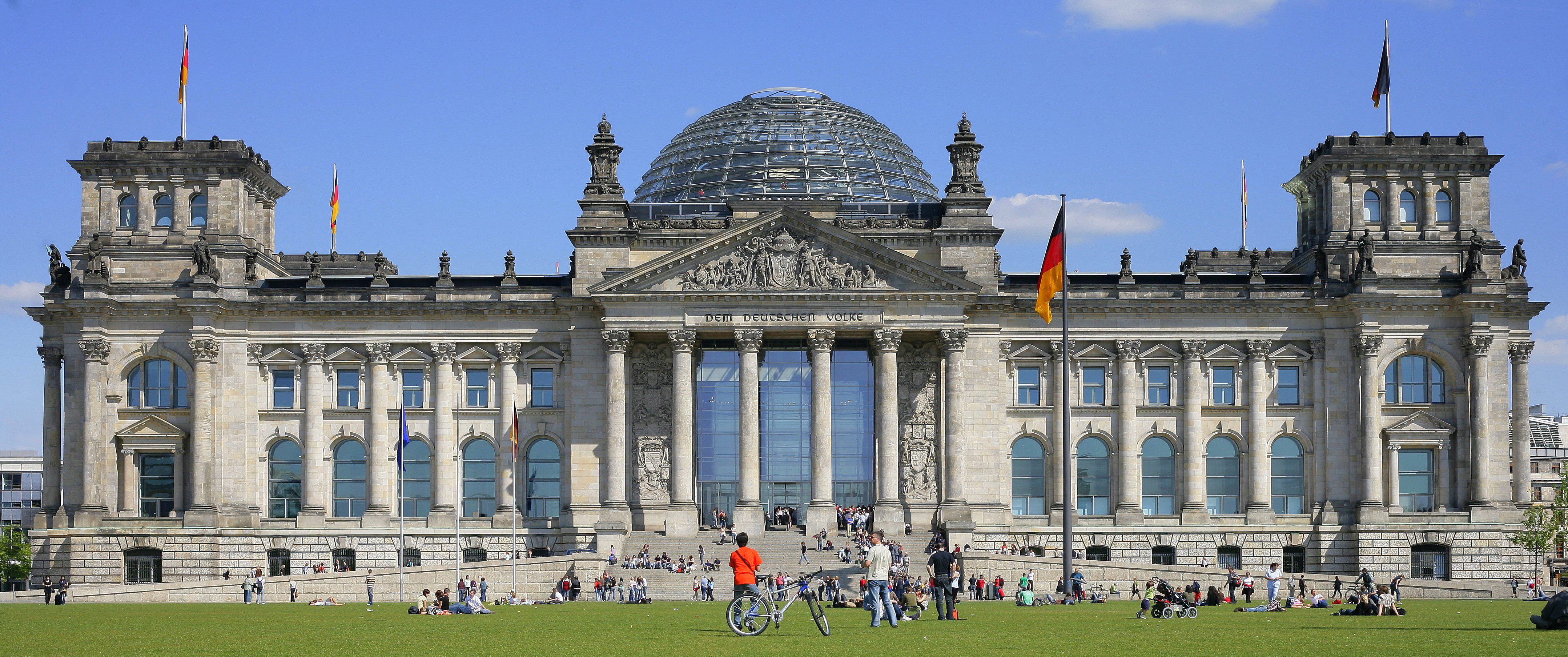
Reichstag w Berlinie, widok od strony zachodniej

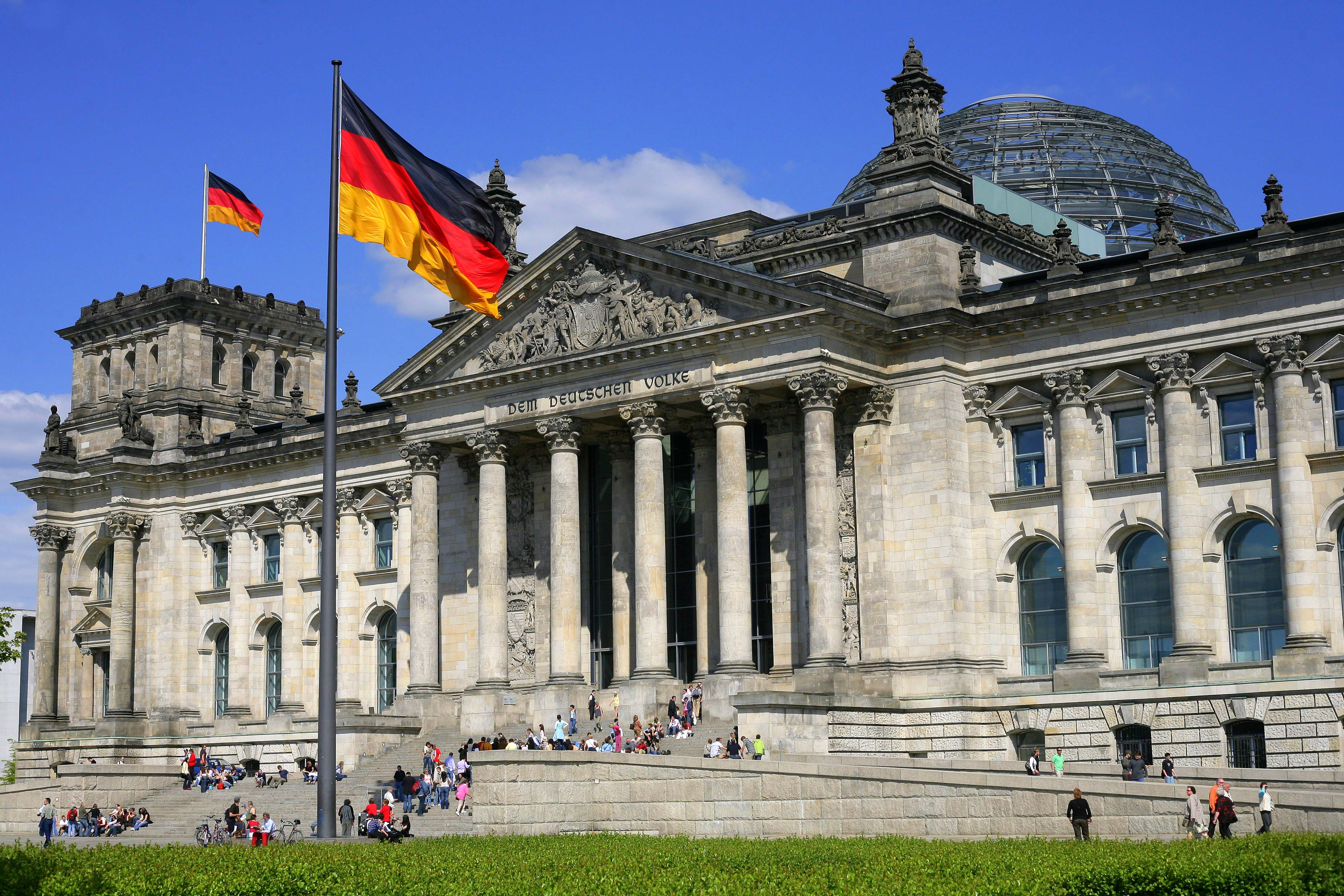
Gmach Reichstagu – siedziba Bundestagu

Reichstag w języku niemieckim ma kilka znaczeń:
- historycznie oznaczał zgromadzenie przedstawicieli w Niemczech (ale także w innych krajach):
  - 1495 do 1806: Sejm Rzeszy – zgromadzenie wasali cesarskich Świętego Cesarstwa Rzymskiego (I Rzeszy lub Starej Rzeszy), stanowiące do pewnego stopnia w ustroju feudalnym przeciwwagę do centralnej władzy cesarza,
  - 1867 do 1871: zgromadzenie przedstawicielskie w Związku Północnoniemieckim,
  - 1871 do 1918: parlament Cesarstwa Niemieckiego (II Rzeszy),
  - 1919 do 1945: parlament Republiki Weimarskiej i III Rzeszy.
- jako forma skrócona od pełnego wyrażenia niem. Reichstagsgebäude, budynek Reichstagu, ukończony 5 grudnia 1894, od 1998 po odbudowie i przebudowie budynku (arch. Norman Foster) oraz przeniesieniu stolicy kraju z Bonn do Berlina ponownie siedziba parlamentu RFN (Bundestag) (po pożarze Reichstagu w 1933 r. siedzibą parlamentu III Rzeszy był budynek Opery Krolla).

## Parlament Związku Północnoniemieckiego (1867–1871)
Wybrany na mocy konstytucji Związku Północnoniemieckiego, 12 lutego 1867 roku. Reichstag (Sejm Rzeszy) był drugą obok Rady Związkowej (Bundesrat) izbą parlamentu. Sejm Rzeszy realizował kompetencje ustawodawcze i ratyfikował umowy międzynarodowe. Większość ustaw uchwalanych przez Reichstag musiała być zatwierdzana przez Radę Związkową, która także wydawała rozporządzenia do ustaw uchwalonych przez Reichstag. Zwraca uwagę fakt, iż w kompetencji Sejmu Rzeszy nie figurowały sprawy wojskowe. Reichstag był wybierany w głosowaniu powszechnym, bezpośrednim i jawnym przez mężczyzn, którzy ukończyli 25. rok życia. Przestał istnieć po zjednoczeniu Niemiec w 1871 roku.

## Parlament Cesarstwa Niemieckiego (1871–1918)
Reichstag (Sejm Rzeszy) ustanowiony został na mocy Konstytucji Cesarstwa Niemieckiego nadanej 16 kwietnia 1871 roku. Był drugą, obok Rady Związkowej (Bundesrat), izbą parlamentu Cesarstwa Niemieckiego (II Rzeszy). Wybierany był w drodze wyborów powszechnych i równych na trzyletnią kadencję. Parlament razem z Radą Federalną uchwalał budżet i ustawy. Rolę parlamentu Rzeszy w jej systemie politycznym można porównać do roli Izby Reprezentantów w systemie politycznym Stanów Zjednoczonych. Posiadał inicjatywę ustawodawczą.

### Prezydenci Niemieckiego Reichstagu
| Prezydenci Niemieckiego Reichstagu (1871–1918) |                                          |                      |                    |
| Lp.                                            | Imię i nazwisko                          | Początek urzędowania | Koniec urzędowania |
| 1                                              | Eduard Simson                            | 1871                 | 1874               |
| 2                                              | Maximilian Franz August von Forckenbeck  | 1874                 | 1879               |
| 3                                              | Otto Theodor von Seydewitz               | 1879                 | 1880               |
| 4                                              | Adolf Graf von Arnim-Boitzenburg         | 1880                 | 1881               |
| 5                                              | Gustav Konrad Heinrich von Goßler        | 1881                 | 1881               |
| 6                                              | Albert Erdmann Karl Gerhard von Levetzow | 1881                 | 1884               |
| 7                                              | Wilhelm von Wedell-Piesdorf              | 1884                 | 1888               |
| 8                                              | Albert Erdmann Karl Gerhard von Levetzow | 1888                 | 1895               |
| 9                                              | Rudolf Freiherr von Buol-Berenberg       | 1895                 | 1898               |
| 10                                             | Franz von Ballestrem                     | 1898                 | 1907               |
| 11                                             | Udo zu Stolberg-Wernigerode              | 1907                 | 1910               |
| 12                                             | Hans Graf von Schwerin-Löwitz            | 1910                 | 1912               |
| 13                                             | Johannes Kaempf                          | 1912                 | 1918               |
| 14                                             | Konstantin Fehrenbach                    | 1918                 | 1918               |

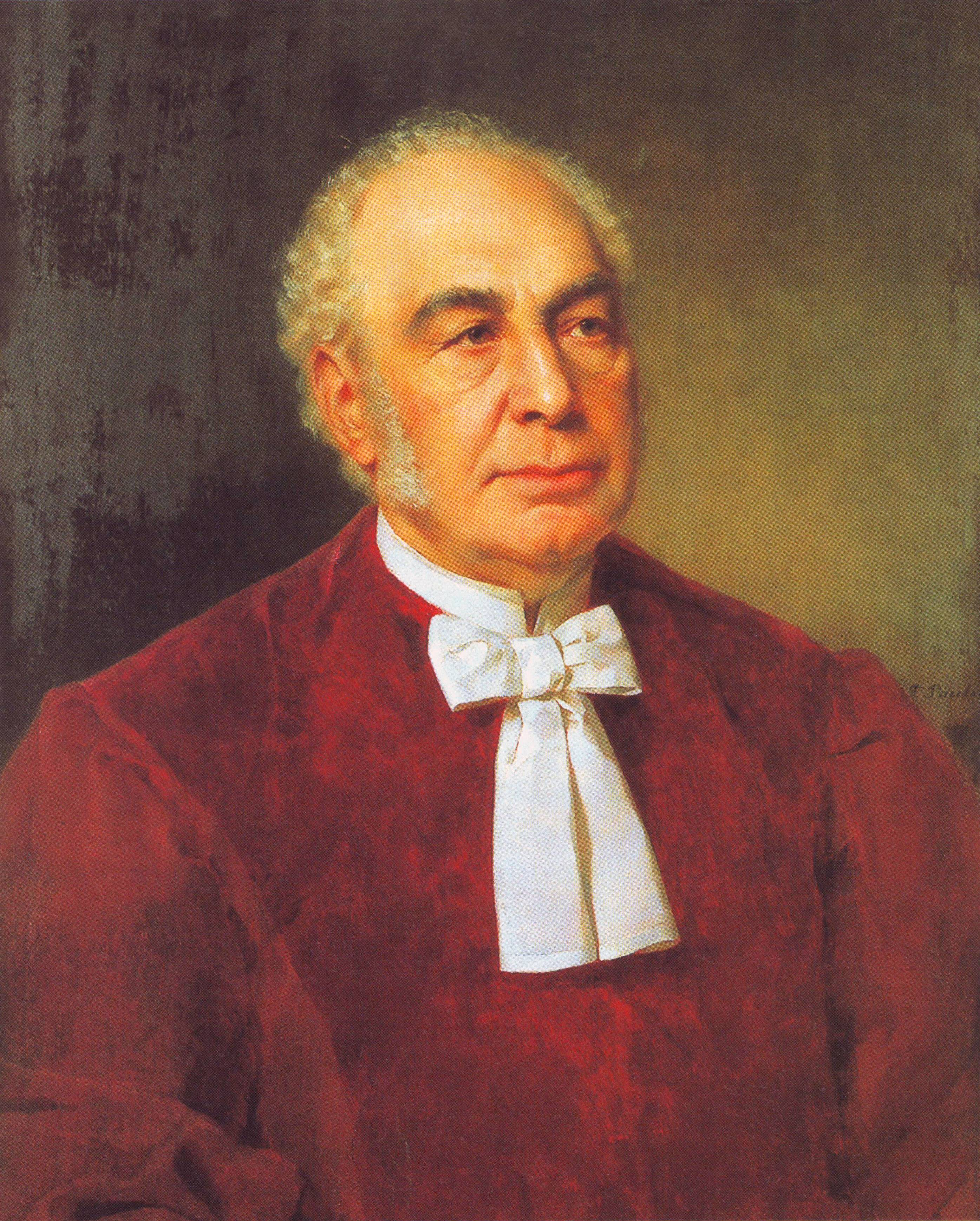
Eduard von Simson
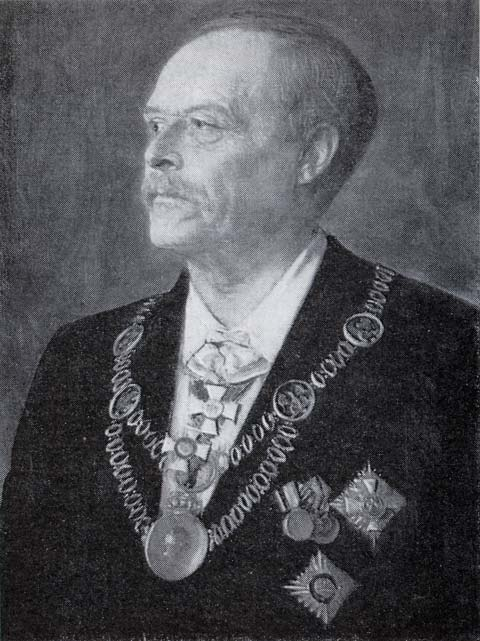
Max von Forckenbeck(inne języki)
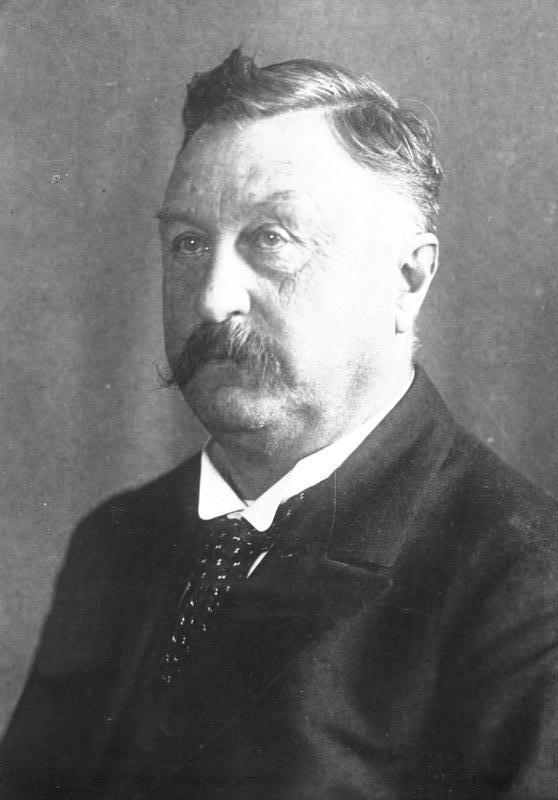
Konstantin Fehrenbach

### Posłowie polscy w Reichstagu
Liczba posłów narodowości polskiej w Reichstagu w latach 1871–1912 wahała się od 13 do 20, byli oni skupieni w Kole Polskim.

## Parlament Republiki Weimarskiej i III Rzeszy (1919–1945)

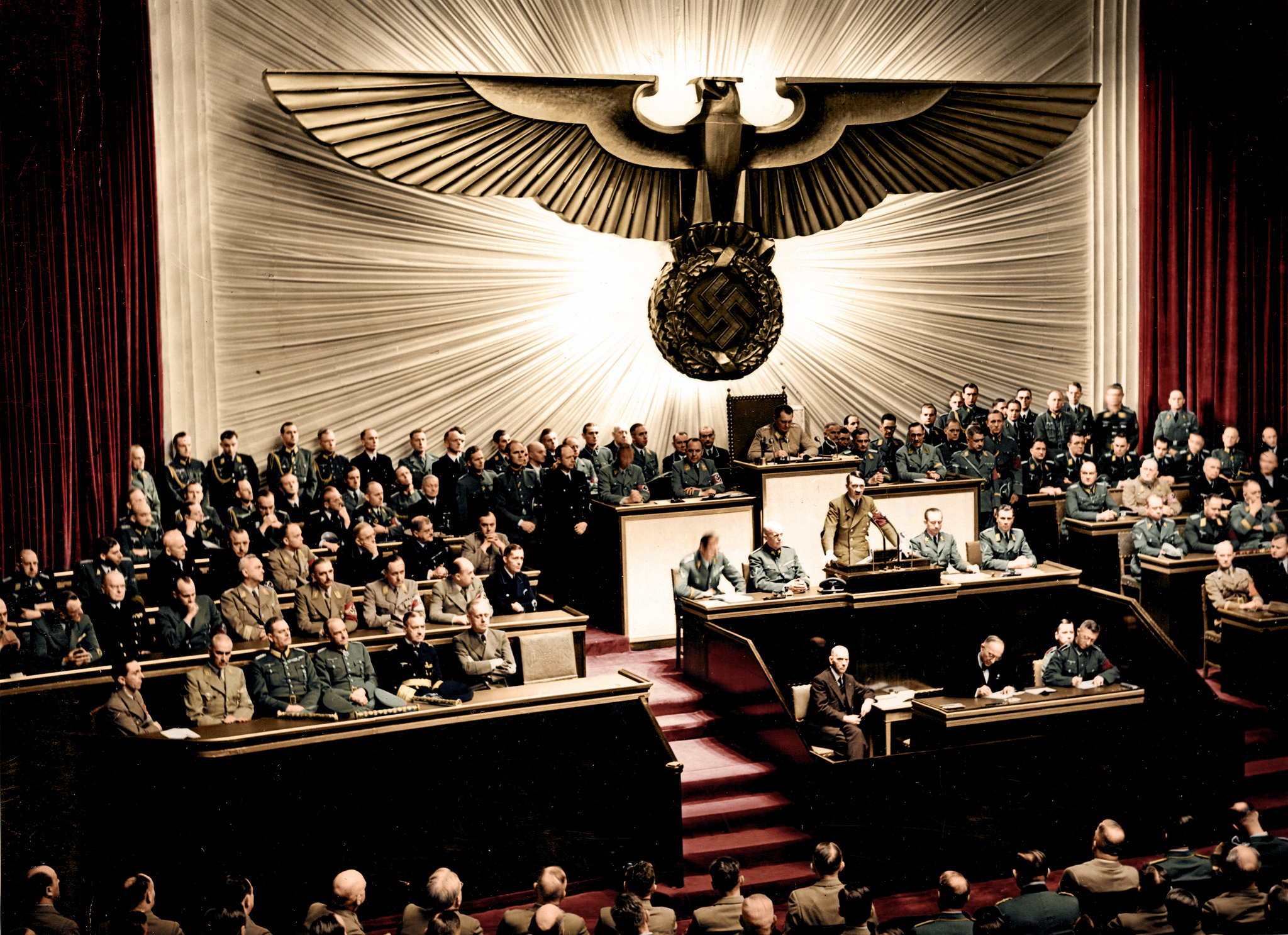
Adolf Hitler w trakcie przemówienia w Krolloper, która pełniła funkcję Reichstagu, 11 grudnia 1941 r. (prawdziwy budynek Reichstagu spłonął w 1933 r.)

Powołany jako niższa, obok Rady Rzeszy, izba parlamentu na mocy tzw. Konstytucji weimarskiej. Reichstag składał się z posłów wybranych przez naród w liczbie proporcjonalnej do ludności danego kraju, lecz ich liczba nie mogła przekroczyć 40%. Prawa wyborcze posiadali mężczyźni i kobiety, a cenzus wieku obniżono do 20. roku życia. Miał obowiązek zbierania się minimum raz w roku, na żądanie Prezydenta Rzeszy lub 1/3 posłów. Jego kadencja trwała 4 lata, przy czym mógł zostać rozwiązany przez Prezydenta Rzeszy, jednak tylko jeden raz z tego samego powodu. Posiadał inicjatywę ustawodawczą, jak i wyznaczał kierunek polityce rządu, który kontrolował. Od 1920 do 1930 r. Reichstag obradował przez średnio sto dni w roku. Pomiędzy październikiem 1930 r. a marcem 1931 r. pracował przez pięćdziesiąt dni; potem, aż do wyborów w lipcu 1932 r. zbierał się jedynie przez dalsze dwadzieścia cztery dni. Od lipca 1932 r. do lutego 1933 r. w ciągu sześciu miesięcy zgromadził się na zaledwie trzy dni. Po pożarze w nocy z 27 na 28 lutego 1933 Prezydent Rzeszy Paul von Hindenburg wydał 28 lutego 1933 dekret „O ochronie narodu i państwa” (niem. Verordnung zum Schutz von Volk und Staat), faktycznie zawieszający prawa obywatelskie i Konstytucję Republiki Weimarskiej. 23 marca 1933, przy absencji aresztowanych posłów komunistycznych i socjaldemokratycznych, Reichstag przyjął większością konstytucyjną „Ustawę o pełnomocnictwach” (niem. Ermächtigungsgesetz), oznaczającą w praktyce przekazanie pełni władzy Adolfowi Hitlerowi, gdyż ta ustawa konstytucyjna pozwalała rządowi Hitlera na uchwalanie ustaw bez względu na brzmienie Konstytucji i bez konieczności uzyskiwania każdorazowej zgody Reichstagu. Od tego momentu rola Reichstagu została zminimalizowana, a po zakazie tworzenia partii innych niż NSDAP (14 lipca) i kolejnych „wyborach” w listopadzie 1933, w których startowała wyłącznie NSDAP, zbierał się coraz rzadziej, nie przeprowadzał żadnych debat i uchwalił – przez aklamację – tylko kilka ustaw: 15 września 1935 – tzw. ustawy norymberskie, 30 stycznia 1937 – o przedłużeniu ustawy o pełnomocnictwach do 1 kwietnia 1941, 30 stycznia 1939 – o przedłużeniu ustawy o pełnomocnictwach do 10 maja 1943, 1 września 1939 – o wcieleniu Wolnego Miasta Gdańska do III Rzeszy. Nazywano go najdroższym chórem świata. Ostatni raz zebrał się 26 kwietnia 1942 uchwalając wyposażenie Hitlera w pełnię władzy sądowej bez jakichkolwiek ograniczeń wynikających z obowiązujących przepisów prawnych.

## Budynek Reichstagu
Reichstag, a oficjalnie Plenarbereich Reichstagsgebäude, jest siedzibą niemieckiego Bundestagu. Zbudowany został w barokowym stylu na podstawie planów architekta Paula Wallota w latach 1884–1894. Do 1918 roku znajdował się tu Reichstag II Rzeszy. W 1933 r. budynek został prawie całkowicie zniszczony w pożarze. W latach 60. XX w. został odbudowany w nowej formie i ponownie przebudowany w okresie 1991–1999.